# جسی لوریستون لیورمور
جسی لوریستون لیورمور (انگلیسی: Jesse Lauriston Livermore؛ ۲۶ ژوئیهٔ ۱۸۷۷ – ۲۸ نوامبر ۱۹۴۰) یک سرمایه‌دار اهل ایالات متحده آمریکا بود. او کسی بود که بدون هیچ تحصیلات آکادمیک و رسمی، فعالیت خود را در بازار بورس شروع کرد و با استفاده از برد و باخت‌هایی که در این زمینه بدست آورد، به فردی کارکشته در بازار سهام تبدیل شد، تا جایی که بعدها به خرس وال استریت شهرت یافت.
لیورمور در اوایل نوجوانی تجارت خود را آغاز کرد و در شانزده سالگی درآمدی بیش از 1000 دلار به دست آورد که در آن روزها پول هنگفتی به شمار می‌آمد. طی سال‌های بعد، او با شرط بندی در سیستم معاملات غیر قانونی موسوم به “Bucket Shop”، روی تغییرات قیمت سهام مختلف شرط‌بندی کرده و پول زیادی بدست آورد. 

## دوران کودکی
لیورمور در شروزبری، ماساچوست، در خانواده ای فقیر به دنیا آمد و در کودکی به اکتون، ماساچوست نقل مکان کرد. لیورمور خواندن و نوشتن را در سه و نیم سالگی آموخت. در سن 14 سالگی، پدرش او را از مدرسه بیرون کشید تا در مزرعه کمک کند. از طرفی او که هیچ علاقه‌ای به کشاورزی نداشت این مسئله را با مادرش در میان گذاشت و با کمک مادرش از خانه فرار کرد.

## سالهای ورود به بازار کار
در سال 1891، در سن 14 سالگی، به عنوان یک پادو، جهت ارسال قیمتهای سهام در شعبه کارگزاری سهام Paine Webber واقع در بوستون، ماساچوست، شغلی را با حقوق 5 دلار در هفته به دست آورد.
در سال 1892، در سن 15 سالگی، او 5 دلار در راه آهن شیکاگو، برلینگتون و کوئینسی در موسسه باکت شاپ شرط بندی کرد، نوعی مؤسسه که روی قیمت سهام شرط بندی می کرد اما سهام را نمی خرید یا نمی فروخت. او در شرط بندی 5 دلاری 3.12 دلار به دست آورد.
از سال 1893 تا 1894، در سن 16 تا 17 سالگی، لیورمور، ملقب به «پسر پیستونی»، با شرط بندی در سیستم باکت شاپ حدود 200 دلار در هفته درآمد داشت که بسیار بیشتر از حقوقش در پین وبر بود. او در سن 16 سالگی کار خود را رها کرد و به تجارت تمام وقت پرداخت. او 1000 دلار را برای مادرش به خانه آورد که با "قمار" او مخالفت کرد. او در پاسخ گفت که قمار نمی‌کند، بلکه «سفته‌بازی» می‌کند.
از سال 1895 تا 1897، در سن 18 تا 20 سالگی، او 10000 دلار سود معاملاتی به دست آورد که بازده خالص 1000 درصدی را در سه سال تجارت به دست آورد. او از ۲۰ تا ۲۲ سالگی به نقطه اوج شرط بندی در سیستم باکت شاپ رسید و به همین خاطر دیگر به او اجازه حضور در شرط بندی‌ها را نمی‌دادند. او از لباس های مبدل و نام های جعلی برای شرط بندی استفاده کرد که در نهایت فقط منجر به ممنوعیتهایی در سطح شهر برای او شد.
از سال 1898 تا 1900، در سن 21 تا 22 سالگی، او به تجارت با Haight & Freese، آخرین باکت شاپ منطقه بوستون که فعالیت او را ممنوع نکرده بود، ادامه داد. با این حال، Haight & Freese به تدریج نرخ قیمت پیشنهادی را افزایش داد و محدودیتهایی را اعمال کرد که کسب درآمد برای لیورمور را بسیار دشوارتر و پرمخاطره کرد.
در 14 سپتامبر 1900، در سن 23 سالگی، او به نیویورک نقل مکان کرد و به موقع به بازار صعودی قوی سهام رسید. او با موفقیت در کارگزاران سهام هریس، هاتون و شرکا معامله کرد و در مدت پنج روز 10000 دلار را به 50000 دلار تبدیل کرد. در ماه مه 1901، او ریزش بازار را پیش بینی کرد و با استفاده از حاشیه سود 400 درصد وارد معامله شورت شد. او کل سهام خود را از دست داد، زیرا نوار تیک تیک به اندازه کافی سریع به روزرسانی نمی شد تا بتواند تصمیمات تجاری درستی را اتخاذ کند. او 2000 دلار از اد هاتون قرض کرد و به سنت لوئیس رفت، جایی که او را نمی شناختند، و به شرط بندی در باکت شاپ بازگشت.
اولین برد بزرگ او در سال 1901 و در سن 24 سالگی زمانی بود که سهام راه آهن اقیانوس آرام شمالی خرید. او توانست 10000 دلار را به 500000 دلار تبدیل کند.
در سال 1906، او تعطیلات خود را در پالم بیچ، فلوریدا، در باشگاه ادوارد آر برادلی گذراند. زمانی که در تعطیلات بود، به دستور توماس دبلیو لاوسون، یک روز قبل از زلزله 1906 سانفرانسیسکو، در اتحادیه راه آهن اقیانوس آرام یک موقعیت شورت بزرگ گرفت که منجر به سود 250000 دلاری شد. مدتی بعد، لیورمور برای مدت طولانی به نگهداری سهام ادامه داد. با این حال، ادوارد فرانسیس هاتون، دوست او و صاحب کارگزاری که بیشتر معاملات خود را در آن انجام می داد، به اشتباه لیورمور را متقاعد کرد که موقعیت خود را ببندد و او 40000 دلار از دست داد.
در سال ۱۹۰۷ بحرانی به نام وحشت ۱۹۰۷ یا وحشت بانکداران ۱۹۰۷ به وقوع پیوست. در این بحران ارزش بورس اوراق سهامدار نیویوک نسبت به سال گذشته خودش ۵۰ درصد سقوط کرد و این سقوط حیرت و وحشت سهامداران و معامله‌گران را به میزان قابل توجهی برانگیخت. مردم پس از این به بانک‌ها و موسسات مالی قابل اعتماد پناه بردند تا پول خود را در این موسسات قرار دهند و این‌گونه از دارایی‌های خود حفاظت کنند.
این وضعیت از نظر بسیاری از سهامداران و معامله‌گران معروف بازار فاجعه بود ولی جسی لیورمور بیدی نبود که بخواهد با این بادها به لرزه دربیاید. او بخش قابل توجهی از معروفیت خود را به خاطر توانایی مدیریت ریسک در دوره وحشت ۱۹۰۷ به دست آورد. وی در همین دوران فروش سهام خود را مدیریت کرد و به همین خاطر با تلاش و کوشش موفق شد در عرض یک روز یک میلیون دلار سود کند.
او می‌دانست که بازار در وضعیت ناگواری قرار دارد و به این زودی به روال قبل برنمی‌گردد. او تصمیم گرفته بود که با فروش سهام سود بیشتری کسب کند ولی جی.پی.مورگان از او درخواست کرد که فروش سهام را متوقف کند تا بتوانند با کمک هم بازار را به یک وضعیت درست و سالم برسانند.
پس از درخواست جی‌پی‌مورگان او شروع به خرید سهام کرد و تا جایی که می‌توانست سهام شرکت‌های مختلف را با قیمتی پایین خریداری کرد و اتفاقاً سایر دوستان و معامله‌گران را تشویق می‌کرد که برای نجات بازار، تا حد امکان سهام بخرند. پس از مدتی بازار شروع به رشد کرد و همین رشد بازار باعث شد که او ۳ میلیون دلار سود کند. همین مسئله او را به قهرمان بازار سهام تبدیل کرد.
وی پس از رسیدن به سود بالا در بازار سهام به این نتیجه رسید که باید وضعیت زندگی خود را بهبود ببخشد و یک آپارتمان، خودرو و قایق به ارزش ۲۰۰ هزار دلار خریداری کرد. در همین حین هم معامله‌گری را ادامه داد تا توانست ۵ میلیون دلار سود کند.
سال ۱۹۰۸ بود که با یک شکست بزرگ مواجه شد. وی به توصیه یکی از دوستان خود به نام تدی پرایس شروع به خرید پنبه کرد. بعدها مشخص شد که تدی پرایس به عمد این پیشنهاد غلط را به جسی داده بود. جسی تا حدی که می‌توانست پنبه خریداری کرد ولی چند روز بعد قیمت پنبه سقوط کرد و همین موضوع سبب شد که او ۹۰ درصد از سرمایه خودش را از دست بدهد.
همین شکست لیورمور به او درس‌های زیادی آموخت و به او یاد داد که نباید بدون تجزیه و تحلیل به توصیه‌های سایر افراد عمل کند؛ زیرا ممکن است کسی که دارد به ما توصیه می‌کند دوست واقعی ما نباشد یا اطلاعات کافی از بازار نداشته باشد و به همین خاطر عدم دانش او به ما آسیب می‌رساند.
روند زیان آقای جسی لیورمور ادامه پیدا کرد و در نهایت مجبور شد که در سال ۱۹۱۵ اعلام ورشکستگی کند. این ورشکستگی او را بسیار غمگین کرد ولی او انسانی نبود که خود را شکست‌خورده بداند. او یک بار دیگر از جای خود برخاست و تلاش کرد که از سایر افراد و سازمان‌ها کمک بگیرد و به روال قبل برگردد و اتفاقاً موفق هم شد.
او دوباره وارد میدان معامله شد و توانست در عرض چند سال ثروتی به دست آورد و تمام بدهی‌های خودش را بپردازد. او راه کسب درآمد را یاد گرفته بود و اکنون با سرعتی حیرت‌آور سود می‌کرد و دیگر کسی توانایی متوقف کردن او را نداشت.
یکی از نکات مهمی که می‌توانیم از زندگانی و تجربه معامله‌گری جسی لیورمور یاد بگیریم این است که او همیشه از بحران‌ها به نفع خودش استفاده کرده است. وی در سال‌های ۱۹۲۴ و ۱۹۲۵ از معامله‌ گندم و ذرت، ۱۰ میلیون دلار درآمد کسب کرد. سپس در اوایل سال ۱۹۲۹ شروع به فروش بسیاری از سهام خود کرد و توانست ۶ میلیون دلار سود کند.
وقتی بازار سهام در سال 1929 سقوط کرد، او حدود 100 میلیون دلار سود کرده بود و همین سودها باعث شد که او به عنوان خرس بزرگ وال استریت (Great Bear of Wall Street) شناخته شود. بسیاری او را مقصر این سقوط وال استریت می‌دانستند. حتی برخی او را تهدید به مرگ کردند و به همین خاطر مجبور شد بادیگارد استخدام کند.
طلاق دوم او در سال 1932، تیراندازی به پسرش توسط همسرش در سال 1935 که باعث مجروح شدنش شد، و شکایت معشوقه روسی اش از او منجر به کاهش سلامت روانی او شد، و همچنین با ایجاد کمیسیون بورس و اوراق بهادار ایالات متحده در سال 1934 قوانین جدیدی نیز تحمیل شد. قوانینی که بر تجارت او تأثیر گذاشت. اگرچه دقیقاً مشخص نیست که چگونه این اتفاق افتاده است، اما او در نهایت دارایی خود را از دست داد و برای سومین بار در سال 1934 با لیست کردن دارایی های 84000 دلاری و بدهی های 2.5 میلیون دلاری ورشکست اعلام شد. او در 7 مارس 1934 از سمت عضو هیئت تجارت شیکاگو تعلیق شد.
در سال 1937، او صورتحساب مالیاتی 800000 دلاری خود را پرداخت کرد.
در سال 1939، او یک شرکت مشاوره مالی با فروش یک سیستم تجزیه و تحلیل فنی افتتاح کرد.

## زندگی شخصی
یکی از کتاب‌های مورد علاقه لیورمور، هذیان‌های مردمی فوق‌العاده و جنون جمعیت، نوشته چارلز مکی بود که برای اولین بار در سال 1841 منتشر شد. این کتاب نیز یکی از کتاب‌های مورد علاقه برنارد باروخ، تاجر سهام و دوست نزدیک لیورمور بود.
او از ماهیگیری لذت می برد و در سال 1937 یک اره ماهی 436 پوندی صید کرد.
لیورمور سه بار ازدواج کرد و دو فرزند داشت. او در اکتبر 1900 در سن 23 سالگی با همسر اول خود، نتیت (نتی) جردن، از ایندیاناپولیس ازدواج کرد. آنها تنها چند هفته قبل از ازدواج یکدیگر را می شناختند. کمتر از یک سال بعد، او پس از چند معامله بد شکست خورد. برای یک سهام جدید، او از او خواست مجموعه قابل توجهی از جواهراتی را که برایش خریده بود به گرو بگذارد، اما او نپذیرفت و به رابطه آنها برای همیشه آسیب رساند. آنها خیلی زود از هم جدا شدند و سرانجام در اکتبر 1917 طلاق گرفتند.
در 2 دسامبر 1918، لیورمور در سن 40 سالگی با دوروتیا (دوروثی) فاکس وندت 22 ساله، یک رقاص سابق نمایش در زیگفلد فولیز ازدواج کرد. لیورمور با چند تن از رقصندگان رابطه داشت. این زوج دو پسر داشتند: جسی لیورمور دوم، متولد 1919 و پل، متولد 1922.
او سپس خانه ای گران قیمت در گریت نک خرید و به همسرش اجازه داد هر چقدر که می خواهد برای اثاثیه خرج کند. در سال 1927، او و همسرش در خانه خود با اسلحه مورد سرقت قرار گرفتند. این رابطه به دلیل عادت های دوروتی به نوشیدن الکل، روابط لیورمور با دیگر دختران زیگفلد و هزینه های گزاف آنها تیره شد. در سال 1931، دوروتی لیورمور درخواست طلاق داد و به همراه معشوق جدیدش، جیمز والتر لانگکوپ، به طور موقت در رنو، نوادا اقامت گزید. در 16 سپتامبر 1932، طلاق صادر شد و او بلافاصله با دوست پسرش ازدواج کرد. او حضانت دو پسرش را حفظ کرد و 10 میلیون دلار نیز از جسی دریافت کرد. دوروتی خانه ای در گریت نک را که لیورمور 3.5 میلیون دلار برای آن هزینه کرده بود، به قیمت 222000 دلار فروخت. سپس خانه ویران شد و لیورمور را افسرده کرد.
در 28 مارس 1933 لیورمور که اکنون 56 سال دارد، با خواننده 38 ساله هریت متز نوبل در ژنو، ایلینوی ازدواج کرد. آنها در سال 1931 در وین ملاقات کرده بودند، جایی که متز نوبل در حال اجرا بود و لیورمور در تعطیلات در میان تماشاگران بود. متز نوبل از یک خانواده سرشناس اوماها بود که در آبجوسازی ها ثروت زیادی به دست آورده بودند. لیورمور پنجمین شوهر متز نوبل بود. حداقل دو نفر از شوهران قبلی متز خودکشی کرده بودند، از جمله وارن نوبل، که پس از سقوط وال استریت در سال 1929 خود را حلق آویز کرد.

## مرگ
در 28 نوامبر 1940، درست بعد از ساعت 5:30 بعد از ظهر، لیورمور با یک تپانچه کلت خودکار در رختکن هتل شری هلند در منهتن، جایی که معمولاً کوکتل می‌نوشید، خودکشی کرد. پلیس یک یادداشت خودکشی شامل هشت صفحه دست نوشته کوچک در دفترچه شخصی لیورمور بود پیدا کرد. این یادداشت خطاب به همسر لیورمور، هریت (که لیورمور او را "نینا" نامگذاری کرده بود) نوشته شده بود: "نینا عزیزم: نمی توانم کمکی کنم. اوضاع با من بد شده است. من از دعوا خسته شده ام. نمی توانم ادامه دهم. دیگر. این تنها راه نجات است. من لیاقت عشق تو را ندارم. من یک شکست خورده هستم. واقعا متاسفم، اما این تنها راه برای من است. عاشق لوری».